# Світле (Краснозерський район)
Світле (рос. Светлое) — село у Краснозерському районі Новосибірської області Російської Федерації.
Входить до складу муніципального утворення Світловська сільрада. Населення становить 483 особи (2010).

## Історія
Згідно із законом від 2 червня 2004 року органом місцевого самоврядування є Світловська сільрада.

## Населення
| 2002 | 2007 | 2010 |
| ---- | ---- | ---- |
| 638  | ↗655 | ↘483 |